# Broussard, Louisiana
Broussard, Louisiana (енгл. Broussard) град је у америчкој савезној држави Луизијана.

## Демографија
По попису из 2010. године број становника је 8.197, што је 2.323 (39,5%) становника више него 2000. године.
| Група             | 2000.         | 2010.         |
| Белци             | 4.725 (80,4%) | 6.443 (78,6%) |
| Афроамериканци    | 981 (16,7%)   | 1.300 (15,9%) |
| Азијати           | 22 (0,4%)     | 105 (1,3%)    |
| Хиспаноамериканци | 87 (1,5%)     | 221 (2,7%)    |
| Укупно            | 5.874         | 8.197         |